# Contell-Gletscher
Der Contell-Gletscher (spanisch Glaciar Contell) ist ein Gletscher auf der Livingston-Insel im Archipel der Südlichen Shetlandinseln. Er fließt in westlicher Richtung zur South Bay, die er an der Nordseite des Johnsons Dock erreicht.
Spanische Wissenschaftler benannten ihn 1988. Der weitere Benennungshintergrund ist nicht überliefert. Das UK Antarctic Place-Names Committee übernahm die spanische Benennung im Jahr 1994 und übertrug sie ins Englische.